# Burraubach
Der Burraubach ist ein auf dem Hauptstrang fast sechs Kilometer langer Bach im Landkreis Sigmaringen im südlichen Baden-Württemberg, der beim Weiler Litzelbach der Kleinstadt Pfullendorf von links und Westen in den mittleren Kehlbach mündet. Seine höchstens etwa 30 Meter, meistens weniger gegenüber den Randhöhen eingetieftes Talmulde wird Burrautal genannt.

## Geographie

### Verlauf

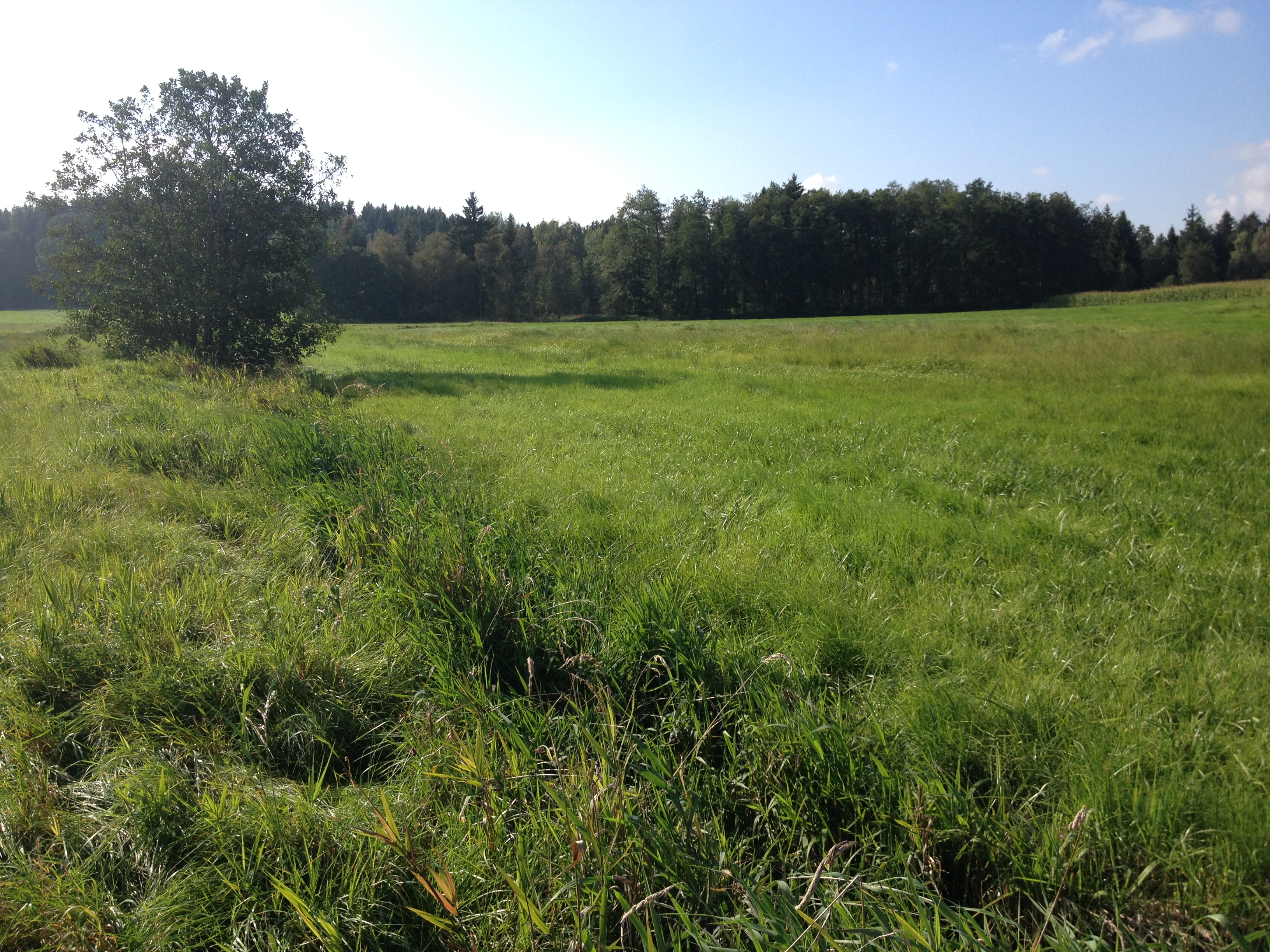
Der Burraubach kurz nach dem Austritt aus seinem im Hintergrund sichtbaren bewaldeten Quellgebiet im Schonwald Riedle westlich von Wald (Blickrichtung bachaufwärts).

Der Burraubach entspringt etwa einen Kilometer westlich der Dorfmitte von Wald auf etwa 657 m ü. NHN im südöstlichen Langenmoos, einem ehemaligen Moor, das heute vom Schonwald Riedle bestanden ist. Das Gewässer fließt anfangs nach Südosten und wendet sich ab dem Waldrand, wo es einige Gräben einer teils die seine übertreffenden Länge aufnimmt, in einem langsamen Bogen nach links auf Ostnordostlauf, in dem es dann recht beständig bis zu seiner Mündung weiterzieht. Noch auf Ostlauf nimmt der Burraubach von Süden her kurz vor dem Dorf Wald den hier mit über einem Kilometer schon fast doppelt so langen Weihergraben auf, im Dorf durchfließt er den hektargroßen Klosterweiher an der Südseite des Klosters Wald.
Nach der unteren Dorfgrenze und der Kläranlage mündet der fast anderthalb Kilometer lange Haghofgraben von links. Danach hat die Geländesenke um den Lauf schon merkliche Muldenform, steile Böschungen begleiten den Lauf ab der etwa 1,5 km unterhalb des Dorfrandes am linken Ufer liegenden Burraumühle bis hinter die kleine Siedlung. Ab hier liegt fast bis zur Mündung der Rand der großen Waldinsel des nördlichen Forsts Wald nirgends weiter als 300 Meter nördlich des Laufes. Der an den Gebäuden der Burraumühle den Burraubach aus dem Nordwesten erreichende Mühlgraben fließt heute im Bereich des Anwesens verdolt zu.
Bachabwärts werden die Böschungen bald wieder flacher, jedoch mündet von rechts eine kurze und breite eingeböschte Nebentalmulde ohne bedeutenden Bachlauf vom etwa einen halben Kilometer entfernten Walder Dorf Reischach her zu. Danach fließt wiederum von links aus dem Forst der über anderthalb Kilometer lange Talhausgraben zu, der auf seinem Unterlauf durch die Wiesenaue Gurgel läuft. Auf den noch folgenden anderthalb Kilometern Unterlauf des Burraubachs verbreitert sich die begleitende Aue stark aus bis zum Wechsel des Bachs in die sehr weite Talmulde des mittleren Kehlbachs, in welcher der Burraubach dann einen halben Kilometer nordöstlich des Pfullendorfer Weilers Litzelbach von links und Westen auf etwa 612 m ü. NHN in den Kehlbach mündet.
Unterhalb des bewaldeten Langenmooses am kurzen südöstlichen Laufbeginn ist der Burraubach meistenteils ein völlig baum- und ufergebüschfreier Graben mit geradem oder nur sanft gebogenem Verlauf, dessen Lauf dann zuletzt im spitzen Windel zur Mündung in den hier nordwärts fließenden Kehlbach gezogen wird.

### Einzugsgebiet

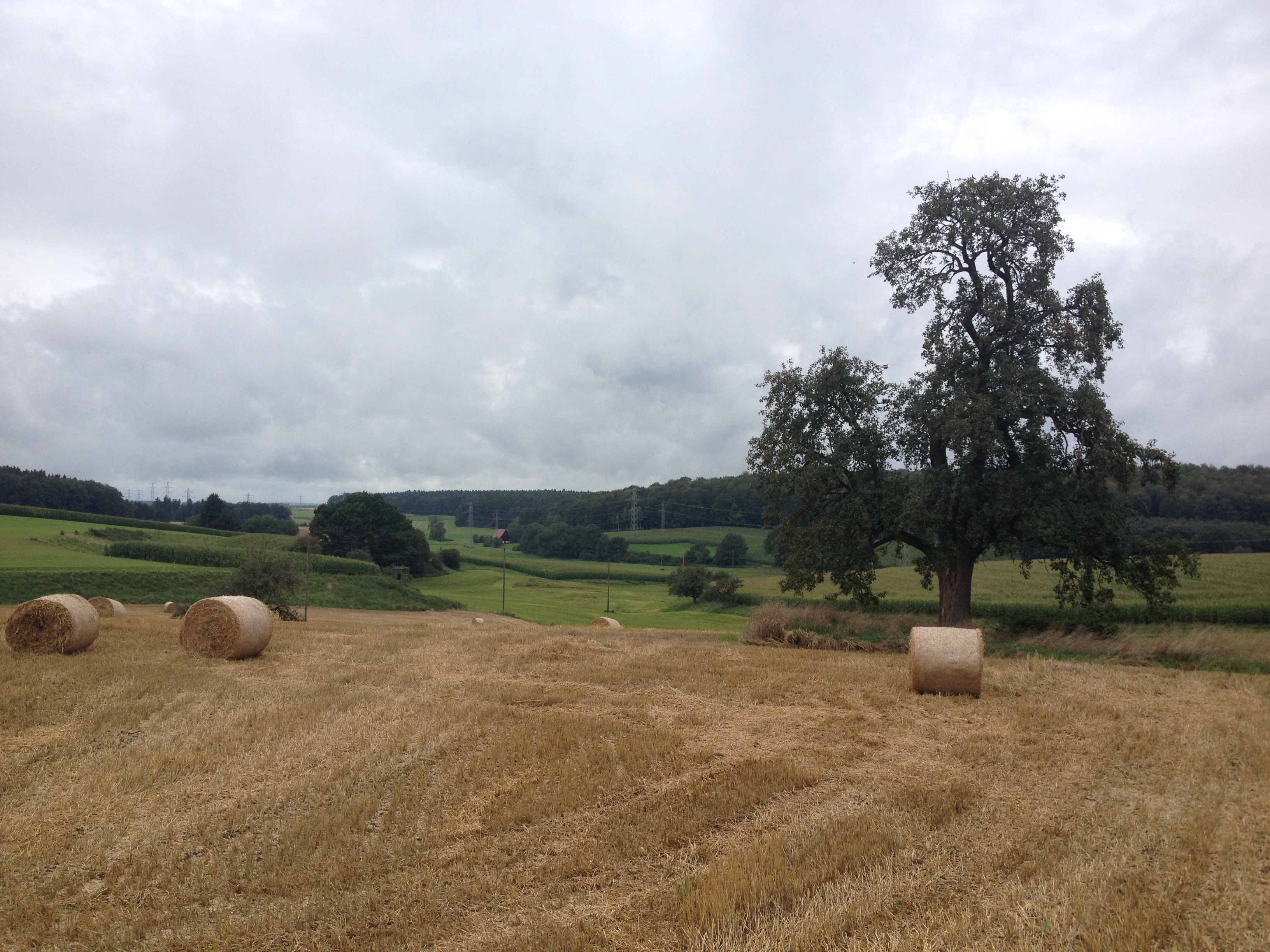
Tal des Burraubachs von Reischach aus auf die Burraumühle

Der Burraubach entwässert etwa 9,9 km² Fläche ostwärts zum mittleren Kehlbach, der dann über Andelsbach und Ablach die Donau speist. Sein Einzugsgebiet hat etwa die Kontur einer ostnordöstlich auslaufenden Kerze und erstreckt sich etwa 5,5 km weit vom westlichen Forst Wald über den Quellen von Burraubach und Weiherbach bis zur Mündung; quer dazu erreicht es eine maximale Breite von unter 2,5 km. Das gesamte Gebiet gehört naturräumlich zum Unterraum Andelsbachplatten der Donau-Ablach-Platten.
Die westsüdwestliche Wasserscheide im westlichen Forst Wald über den Quellen der Oberläufe Weihergraben im Südwesteck und Burraubach selbst im Nordosteck des Entwässerungsgebiets des Burraubachs grenzt vom Einzugsgebiet des zur oberen Ablach laufenden Auenbachs ab, auf ihr wird mit über 675 m ü. NHN einmal die größte Höhe im Einzugsgebiet erreicht (südwestlich von Wald).
An der nordnordwestlichen Schwelle vor dem Einzugsgebiet des der mittleren Ablach zulaufenden Ringgenbachs, dessen Hauptoberlauf Rohrenbach das Langenmoos nordwärts entwässert, liegt das Terrain anderswo allermeist über 660 m ü. NHN und erreicht auch auf diesem Abschnitt noch einmal über 675 m ü. NHN (Gewann Falkenhau im nördlichen Forst Wald). Die Wasserscheide gegen den abwärtigen linken Kehlbach-Zufluss Riedlebach im Norden bleibt bis fast zuletzt (beim Pfullendorfer Hilarihof) über 650 m ü. NHN.
Von der Mündung auf 612 m ü. NHN in den Kehlbach steigt die südsüdöstliche Wasserscheide gegen dessen linken aufwärtigen Zufluss Bethlehemer Graben in deren Osthälfte bis auf etwas über 670 m ü. NHN an (bei Reischach). Danach verbleibt sie mit wenig Höhenschwankung in der Westhälfte bis zurück an die Südwestspitze vor dem jenseits konkurrierenden oberen Kehlbach überall über 660 m ü. NHN.
Weniger als 30 % der Gesamtfläche sind bewaldet, es ist ein großer Anteil der große Waldinsel des nördlichen Forsts Wald  am Nordrand, ein Streifen des westlichen Forsts Wald  im Westen und deutlich kleinere Waldinselschnipsel im Süden.
Außer den bei der Beschreibung des Verlaufs genannten Siedlungsplätzen gibt es nur noch wenige Einzelhöfe im Einzugsgebiet.

### Zuflüsse und Seen

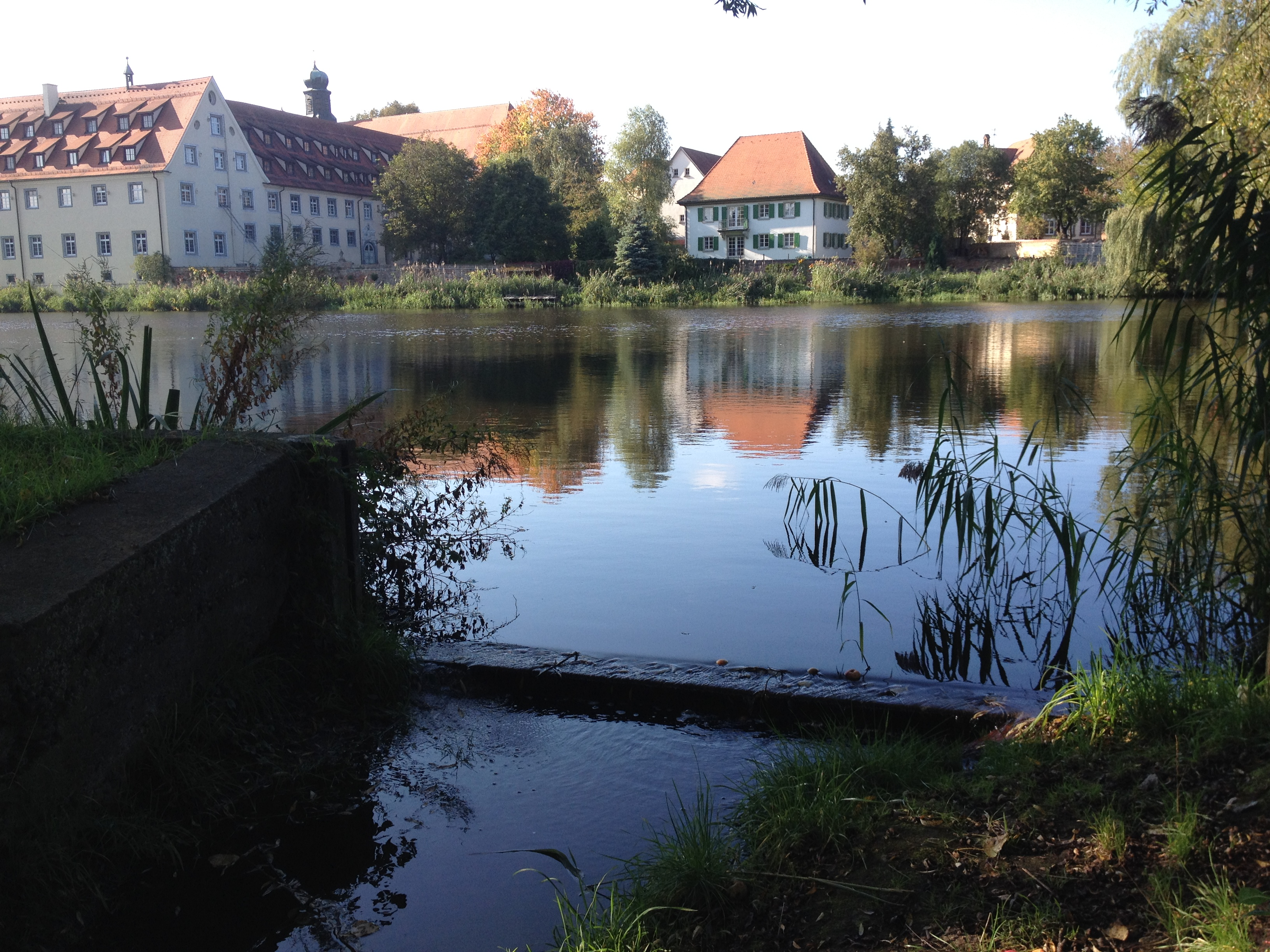
Der zum Klosterweiher angestaute Burraubach in Wald, vorne der Überlauf des Bachs am Südostufer

Hierarchische Liste der Zuflüsse und  Seen von der Quelle zur Mündung. Gewässerlänge, Seefläche, Einzugsgebiet und Höhe nach den entsprechenden Layern auf der Onlinekarte der LUBW. Andere Quellen für die Angaben sind vermerkt.
Ursprung des Burraubachs ca. 0,9 km westlich des in der Dorfmitte von Wald gelegenen Klostergeländes auf etwa 657 m ü. NHN im südöstlichen Langenmoos.
- (Graben am Nordostrand des Langenmoos), von links auf etwa 655 m ü. NHN am Austritt aus dem Langenmoos, ca. 0,8 km.[LUBW 7] Der in etwa hundert Meter nordöstlichem Abstand zum bis zum Zusammenfluss unter 0,3 km[LUBW 7] langen Burraubach gezogene Entwässerungsgraben verläuft schon am Rande der flachen Mulde des ehemaligen Moors auf bis etwas unter 660 m ü. NHN und beginnt nach der Karte sogar schon etwas jenseits der nach dem Höhenlinienverlauf bemessenen Wasserscheide zum Rohrenbach/Ringgenbach.[LUBW 8]
- Weihergraben, von rechts und Süden auf etwa 654 m ü. NHN kurz vor Wald, 1,1 km und ca. 0,5 km².
  -  Durchfließt auf etwa 666 m ü. NHN dem angestauten Walder Weiher, 1,0 ha.
- Sägewiesengraben, von rechts und Südosten in Wald an der Hohenzollernstraße kurz vor dem Klosterweiher, 1,0 km und ca. 0,6 km². Entsteht auf etwa 660 m ü. NHN im Wiesengewann Badweiher. Im Ortsbereich verdolt.
  -  Zwei Teiche liegen auf Höhen zwischen 662–660 m ü. NHN in flacher Falllinie bis zu 300 m rechts des Oberlaufs, zusammen ca. 0,4 ha.
- Durchfließt den Klosterweiher in Wald auf wenig über 650 m ü. NHN, 1,1 ha.
- Haghofgraben, von links und Nordwesten auf etwa 643 m ü. NHN nach der Walder Kläranlage, 1,1 km und ca. 0,8 km². Entsteht auf etwa 666 m ü. NHN weniger als 200 Meter nordwestlich des Haghofes mitten in einer Wiese im Gewann Härtleäcker.
- Mühlgraben, von links und Nordwesten auf etwa 633 m ü. NHN zuletzt verdolt an der Burraumühle, 1,2 km und ca. 0,9 km². Entsteht auf etwa 661 m ü. NHN in einer Flurbucht des nördlichen Forsts Wald etwa 700 Meter östlich des Schönbrunnerhofes.
  -  Durchfließt auf unter 640 m ü. NHN einen sehr länglichen Kleinteich 200 Meter nördlich der Burraumühle in seiner Unterlauf-Flurbucht, 0,1 ha. Gleich danach und noch vor der Burraumühle verdolt.
  -  Kleinteich wenige Meter vor der Mündung, deutlich unter 0,1 ha.
- Klosenhölzlegraben, von rechts und Süden gegenüber dem vorigen, 1,0 km und ca. 0,4 km².
- Talhaugraben, von links und Nordwesten auf etwa 621 m ü. NHN an der Feldwegquerung zur Gurgel, 1,7 km und ca. 1,5 km². Entsteht auf etwa 659 m ü. NHN ca. 600 m südöstlich des westlichen, ehedem Oberkappel genannten Siedlungsteils von Kappel im beginnenden Waldgewann Wacholderplatz. Kurz nach diesem Zulauf wechselt der Burraubach auf die Gemarkung von Pfullendorf.
  - Holdergraben, anderer Quellast des Talhaugrabens, von rechts und Westnordwesten auf etwa 637 m ü. NHN kurz vor dem Austritt in die Unterlaufaue Gurgel, 1,4 km und ca. 0,6 km²., damit länger und einzugsgebietsreicher als der nur ca. 1,1 km und ca. 0,5 km² Einzugsgebiet beitragende nominelle Quellast des Talhaugrabens.

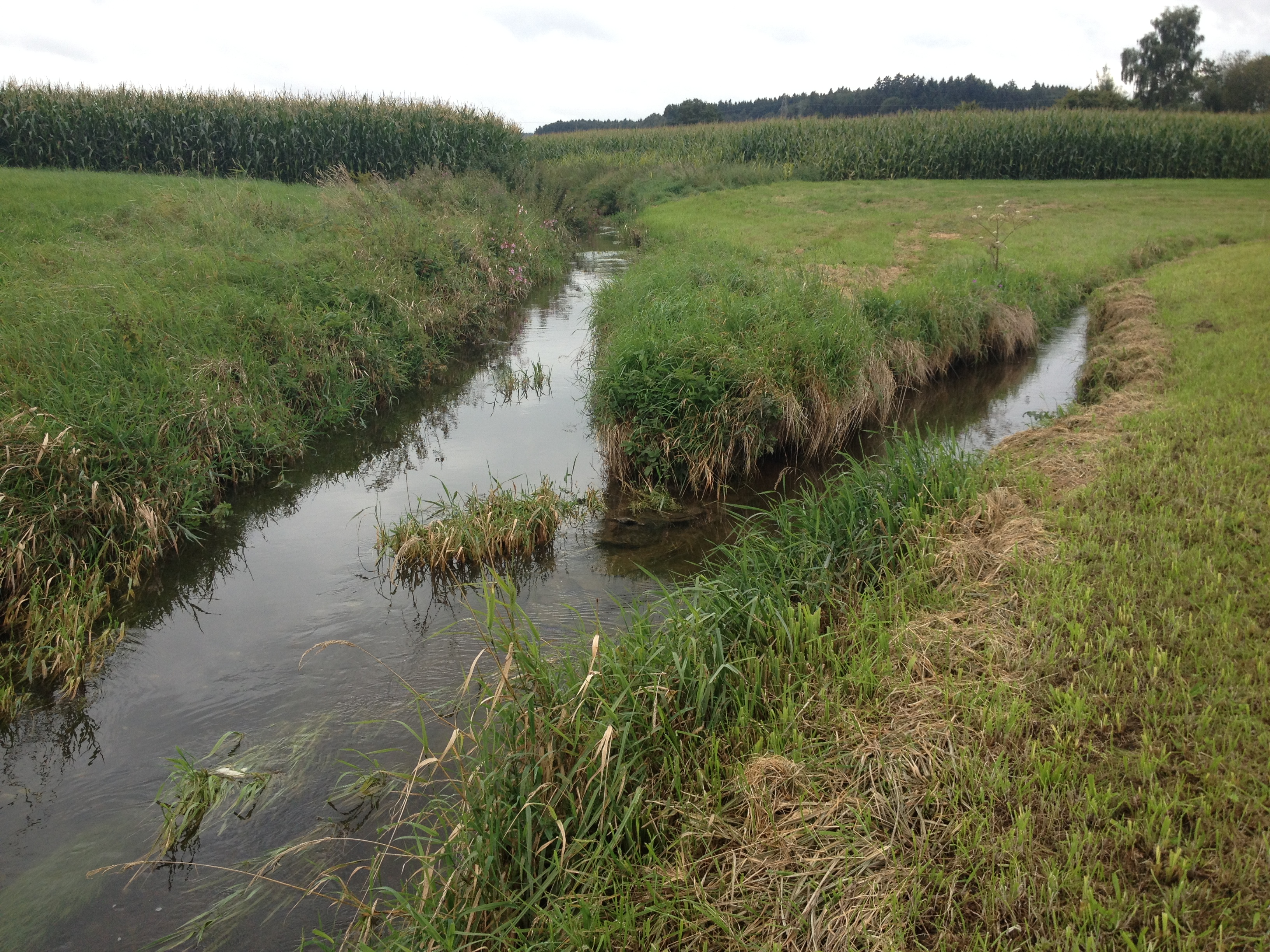
Mündung des Burraubachs (rechts) in den Kehlbach (Blick bachaufwärts).

Mündung des Burraubachs etwa 0,5 km nordöstlich des Pfullendorfer Weilers Litzelbach von links und Westen auf etwa 612 m ü. NHN in den Kehlbach. Der Bach ist hier auf seinem Hauptlauf 5,6 km lang und hat ein Einzugsgebiet von 9,9 km².

## Schutzgebiete
Der Bach entspringt im über die Grenze ins Einzugsgebiet des Ringgenbachs hinüberreichenden Schonwald Riedle. Der unterste Lauf und die Mündung liegen in einem Pfullendorfer Wasserschutzgebiet. Ein Zwickel am Nordrand liegt auf Meßkircher Gemarkung im Naturpark Obere Donau.

## Geschichte
Rund einen Kilometer unterhalb seines Ursprungs wurde der Burraubach schon vor Jahrhunderten zum Klosterweiher aufgestaut, der Kunstweiher diente dem Kloster Wald als Fischteich und existiert heute noch.
Nördlich der Burraumühle liegt in etwa 300 Metern Entfernung auf dem Burrauberg im schon gleich hinter dem Anwesen einsetzenden Hügelwald des nördlichen Forsts Wald der Burgstall der ehemaligen Burg Burrach. Es ist der Stammsitz der Herren von Reischach. Wahrscheinlich wurde der Burraubach in Anlehnung an diese bereits spätestens im Jahr 1241 abgegangenen Burg benannt. Der Burraumühle genannte Walder Weiler am Bachlauf, neben dem auf unmittelbar angrenzender Reischacher Teilgemarkung das Haus Burrau steht, dürften an der Stelle des in den Aufzeichnungen des Klosters Wald als Besitz erwähnten Ortes Burrau stehen.

### LUBW
Amtliche Online-Gewässerkarte mit passendem Ausschnitt und den hier benutzten Layern: Lauf und Einzugsgebiet des Burraubachs

Allgemeiner Einstieg ohne Voreinstellungen und Layer: Daten- und Kartendienst der Landesanstalt für Umwelt Baden-Württemberg (LUBW) (Hinweise)
1. 1 2 3  Höhe nach dem Höhenlinienbild auf dem Hintergrundlayer Topographische Karte.
2. 1 2  Länge nach dem Layer Gewässernetz (AWGN).
3. 1 2  Einzugsgebiet nach dem Layer Basiseinzugsgebiet (AWGN).
4. ↑  Waldschutzgebiet und Biotop Riedle nach den einschlägigen Layern
5. ↑  Seefläche nach dem Layer Stehende Gewässer.
6. ↑  Einzugsgebiet abgemessen auf dem Hintergrundlayer Topographische Karte.
7. 1 2  Länge abgemessen auf dem Hintergrundlayer Topographische Karte.
8. ↑  Die Abflussverhältnisse in diesem Bereich der Wasserscheide sind wohl etwas unklar. Bis zu ungefähr 10 ha der von der Einzugsgebietskarte des LUBW dem Rohrenbach/Ringgenbach zugeschlagenen Einzugsgebietes könnten in Wirklichkeit zum Burraubach entwässern.
9. ↑  Schutzgebiete nach den einschlägigen Layern, Natur teilweise nach dem Layer Biotop.

### Andere Belege
1. ↑  Alfred G. Benzing: Geographische Landesaufnahme: Die naturräumlichen Einheiten auf Blatt 186 Konstanz. Bundesanstalt für Landeskunde, Bad Godesberg 1964. → Online-Karte (PDF; 4,1 MB)